# Hands (Band)
Hands war eine 2007 gegründete christliche Metalcore- bzw. Post-Metal-Band aus Fargo im US-Bundesstaat North Dakota.

## Geschichte
Die Band nahm ihren ersten Tonträger, die EP The Everlasting, selbst auf und veröffentlichte ihn 2008 im Eigenverlag. In der Folge erreichte die Band einen Vertrag bei Oort Records, wo im Februar 2009 das Debütalbum The Sounds of Earth erschien. Gut fünf Monate später folgte am 21. Juli 2009 das Zweitwerk Creator beim kalifornischen Musiklabel Facedown Records. Weitere zwei Jahre später wurde Give Me Rest am 5. Juli 2011 veröffentlicht, erneut bei Facedown Records. Im selben Jahr trennte sich die Band, kam aber 2017 noch einmal kurzzeitig zusammen, um auf dem Label-Festival „Facedown Fest“ aufzutreten. Passend dazu erschien im Vorfeld die EP New Heaven / New Earth.
Sänger und Gitarrist Shane Ochsner gründete 2012 sein Solo-Projekt Everything in Slow Motion.

## Diskografie

### Alben
- 2009: The Sounds of Earth (Oort Records)
- 2009: Creator (Facedown Records)
- 2011: Give Me Rest (Facedown Records)

### Singles und EPs
- 2008: The Everlasting (Selbstverlag)
- 2017: New Heaven / New Earth (7"-EP, Facedown Records)